# Repubblica Bavarese dei Consigli
La Repubblica Bavarese dei Consigli (Bayerische Räterepublik), o Repubblica Sovietica Bavarese, fu un governo rivoluzionario di poche settimane, formatosi in Baviera il 6 aprile 1919.

## Storia
Dopo che la Baviera ebbe rovesciato il re Ludovico III il 7 novembre 1918, Kurt Eisner, del Partito Socialdemocratico Indipendente, dichiarò la Baviera una repubblica socialista, ma si distanziò dai bolscevichi russi, assicurando che il suo governo avrebbe protetto la proprietà privata. Per alcuni giorni il noto economista di Monaco Lujo Brentano fu ministro del Commercio (Volkskommissar für Handel).
Il 21 febbraio 1919 Anton Graf von Arco auf Valley, un aristocratico monacense che, avendo una madre ebrea, non era stato accettato nella loggia segreta di estrema destra ed antisemita Thule-Gesellschaft, sparò al presidente bavarese di origine ebraica Kurt Eisner mentre questi si recava a rassegnare le sue dimissioni. L'assassinio provocò rivolte e illegalità in Baviera, e la notizia di una rivoluzione sovietica in Ungheria incoraggiò i comunisti e gli anarchici a prendere il potere. Socialisti e comunisti lottarono per il potere vacante.
Il 6 aprile venne proclamata la "Repubblica Sovietica Bavarese". Inizialmente fu governata dai Socialdemocratici Indipendenti, come Ernst Toller e Gustav Landauer, e dagli anarchici, come Erich Mühsam. Ernst Toller, un commediografo, si dimostrò inadeguato a gestire le questioni politiche e il suo governo fece poco per ripristinare l'ordine in città. Anche i membri del gabinetto erano poco esperti e commisero diversi errori. Ad esempio, l'incaricato agli affari esteri Franz Lipp (che era stato ricoverato diverse volte in un ospedale psichiatrico) dichiarò guerra alla Svizzera per via del rifiuto di quest'ultima a prestare 60 locomotive alla Repubblica Sovietica Bavarese. Il governo collassò dopo sei giorni, sostituito dai comunisti, con a capo Eugen Levine, talvolta caratterizzato come il "potenziale Lenin tedesco".
Eugen Levine diede il via a riforme comuniste che comprendevano l'espropriazione di abitazioni lussuose che venivano poi concesse ai senzatetto, il passaggio delle fabbriche sotto la proprietà e il controllo degli operai, ecc. Levine aveva anche progetti per l'abolizione della cartamoneta e la riforma del sistema di istruzione. Comunque, non ebbe tempo per attuare tali idee.
Si rifiutò di collaborare con l'esercito regolare della città e organizzò una sua forza personale, l'Armata Rossa (Rote Armee), al comando di Rudolf Egelhofer, simile all'Armata Rossa. Per proteggere la rivoluzione, migliaia di disoccupati si offrirono volontari. Presto le file della Rote Armee raggiunsero le 20.000 unità. Le "Guardie Rosse" iniziarono ad arrestare dei noti contro-rivoluzionari, e il 29 aprile 1919 otto uomini vennero giustiziati come spie di destra.
Dal 29 aprile al 2 maggio 1919 a Monaco di Baviera l'esercito governativo contro-rivoluzionario, diretto dal social-democratico Gustav Noske, annegò nel sangue la "Repubblica dei Consigli di Baviera", grazie all'aiuto decisivo di gruppi paramilitari.
Subito dopo, il 3 maggio 1919, 30.000 uomini, appartenenti ai Freikorps, marciarono da Garmisch a Monaco. Le cosiddette "Guardie Bianche" (Weißkorps), nelle quali militavano anche alcuni futuri gerarchi nazionalsocialisti, invasero la Repubblica dei Consigli compiendo un bagno di sangue. Dopo aspri combattimenti, nei quali persero la vita oltre 1.000 volontari del governo social-comunista, i Freikorps ebbero ragione delle ultime forze nemiche e iniziò la rappresaglia: circa 800 uomini e donne furono arrestati e massacrati; tra questi anche Eugen Levine, dichiarato colpevole dell'uccisione delle otto presunte spie.